# Lijst van rijksmonumenten in Esbeek
De plaats Esbeek telt 18 inschrijvingen in het rijksmonumentenregister. Hieronder een overzicht.
| Object                                                          | Oorspronkelijke functie? | Bouwjaar                                      | Architect                                            | Locatie                  | Coördinaten?                 | Nr.?   | Afbeelding                          |
| --------------------------------------------------------------- | ------------------------ | --------------------------------------------- | ---------------------------------------------------- | ------------------------ | ---------------------------- | ------ | ----------------------------------- |
| Twee 18e-eeuwse hardstenen hekpalen                             | Erfscheiding             | 18e eeuw                                      |                                                      | Lage Mierdseweg 17       | 51° 26' 39" NB, 5° 8' 36" OL | 22138  | Twee 18e-eeuwse hardstenen hekpalen |
| De Utrecht: houtvesterswoning met brandtoren                    | Bedrijfs-,fabriekswoning | 1905                                          | A.J. Kropholler en J.F. Staal jr.                    | Torenlaan 1              | 51° 27' 11" NB, 5° 8' 10" OL | 364128 | Meer afbeeldingen                   |
| De Utrecht: dienstwoning met grote schuur                       | Dienstwoning             | 1920                                          |                                                      | Vier Winden 1            | 51° 26' 14" NB, 5° 8' 30" OL | 518898 | Meer afbeeldingen                   |
| De Utrecht: dienstwoning met kleine schuur                      | Dienstwoning             | ca. 1920                                      |                                                      | Vier Winden 2            | 51° 26' 14" NB, 5° 8' 32" OL | 518899 | Upload foto                         |
| Heilige Adrianus                                                | Kerk en kerkonderdeel    | 1889-1937                                     |                                                      | Dorpsstraat 8            | 51° 28' 40" NB, 5° 8' 29" OL | 518903 | Heilige Adrianus                    |
| R.K. pastorie                                                   | Kerkelijke dienstwoning  | 1937                                          | J. Vervest en ir. J. van Buytenen                    | Dorpsstraat 6            | 51° 27' 44" NB, 5° 8' 19" OL | 518904 | R.K. pastorie                       |
| De Utrecht: vakantiehuis "Rustoord"                             | Sport en recreatie       | 1920-1922                                     |                                                      | Lage Mierdseweg 17       | 51° 26' 37" NB, 5° 8' 33" OL | 518906 | Meer afbeeldingen                   |
| De Utrecht: fontein                                             | Dienstwoning             | 1920-1935                                     |                                                      | Lage Mierdseweg 17       | 51° 26' 37" NB, 5° 8' 33" OL | 518907 | De Utrecht: fontein                 |
| De Utrecht: houtvestershuis                                     | Dienstwoning             | 1899                                          | Jan van der Valk                                     | Lage Mierdseweg 16       | 51° 26' 25" NB, 5° 8' 26" OL | 518916 | De Utrecht: houtvestershuis         |
| De Utrecht: blokje van zes dienstwoningen                       | Dienstwoning             | eerste kwart 19e eeuw                         | Dienst Gebouwen van de Nederlandse Heidemaatschappij | Lage Mierdseweg 5-15     | 51° 26' 48" NB, 5° 8' 28" OL | 518917 | Meer afbeeldingen                   |
| De Utrecht: vakantiewoning "De Merel"                           | Dienstwoning             | 1930                                          | mogelijk J. van Haan                                 | Lage Mierdseweg 19       | 51° 26' 23" NB, 5° 8' 29" OL | 518918 | Upload foto                         |
| Oranjebond                                                      | Dienstwoning             | eerste kwart 19e eeuw                         | A. Verhoeven                                         | Oranjebond 1             | 51° 27' 53" NB, 5° 7' 27" OL | 518919 | Upload foto                         |
| Tuinmanswoning met schop                                        | Dienstwoning             | ca. 1910                                      |                                                      | Prins Hendriklaan 2      | 51° 26' 22" NB, 5° 8' 33" OL | 518921 | Upload foto                         |
| De Utrecht: jachthuis                                           | Jachthuis                | 1900                                          |                                                      | Roovertsebaan 1A         | 51° 26' 14" NB, 5° 6' 34" OL | 518922 | Meer afbeeldingen                   |
| De Utrecht: ijskelder                                           | Sport en recreatie       | ca. 1925                                      |                                                      | Lage Mierdseweg bij 17   | 51° 26' 38" NB, 5° 8' 34" OL | 525057 | Upload foto                         |
| De Utrecht: keermuur met trappartij en zes opgestelde siervazen | Sport en recreatie       | ca. 1925                                      |                                                      | Lage Mierdseweg bij 17   | 51° 26' 38" NB, 5° 8' 34" OL | 525058 | Upload foto                         |
| Langgevelboerderij                                              | Boerderij                | tweede helft 18e eeuw - eerste helft 19e eeuw |                                                      | Spaaneindsestraat 21     | 51° 27' 53" NB, 5° 7' 43" OL | 526765 | Meer afbeeldingen                   |
| Schuur met dwarsdeel                                            | Boerderij                | tweede helft 18e eeuw - eerste helft 19e eeuw |                                                      | Spaaneindsestraat bij 21 | 51° 27' 53" NB, 5° 7' 43" OL | 526778 | Upload foto                         |